# كون إيشيكاوا
كون إيشيكاوا (باليابانية: 市川崑؛ بالكانا: いちかわ こん) هو رسام رسوم متحركة ومنتج أفلام وكاتب سيناريو ومخرج ياباني، ولد في 20 نوفمبر 1915 في إيسه في اليابان، وتوفي في 13 فبراير 2008 في طوكيو في اليابان بسبب ذات الرئة.

## وصلات خارجية
- كون إيشيكاوا على موقع أوليمبيديا (الإنجليزية)

- كون إيشيكاوا على موقع IMDb (الإنجليزية)
- كون إيشيكاوا على موقع الموسوعة البريطانية (الإنجليزية)
- كون إيشيكاوا على موقع روتن توميتوز (الإنجليزية)
- كون إيشيكاوا على موقع مونزينجر (الألمانية)
- كون إيشيكاوا على موقع ألو سيني (الفرنسية)
- كون إيشيكاوا على موقع تيرنر كلاسيك موفيز (الإنجليزية)
- كون إيشيكاوا على موقع أول موفي (الإنجليزية)
- كون إيشيكاوا على موقع قاعدة بيانات الأفلام السويدية (السويدية)
- كون إيشيكاوا على موقع قاعدة بيانات الفيلم (الإنجليزية)
- كون إيشيكاوا على موقع كينوبويسك (الروسية)